# Ancien arsenal de Bruxelles
L'ancien arsenal de Bruxelles est un édifice de style néo-classique édifié à Bruxelles par l'architecte Rémy Nivoy à la fin du XVIIIe siècle durant la période autrichienne (1759-1792). Seule subsiste sa façade principale, qui constitue aujourd'hui la façade arrière du Théâtre royal flamand.

## Localisation
L'édifice se dresse à l'extrémité orientale du quai au Foin et du Quai aux Pierres de Taille, dont il ferme élégamment la perspective, à l'arrière du Théâtre royal flamand situé rue de Laeken.

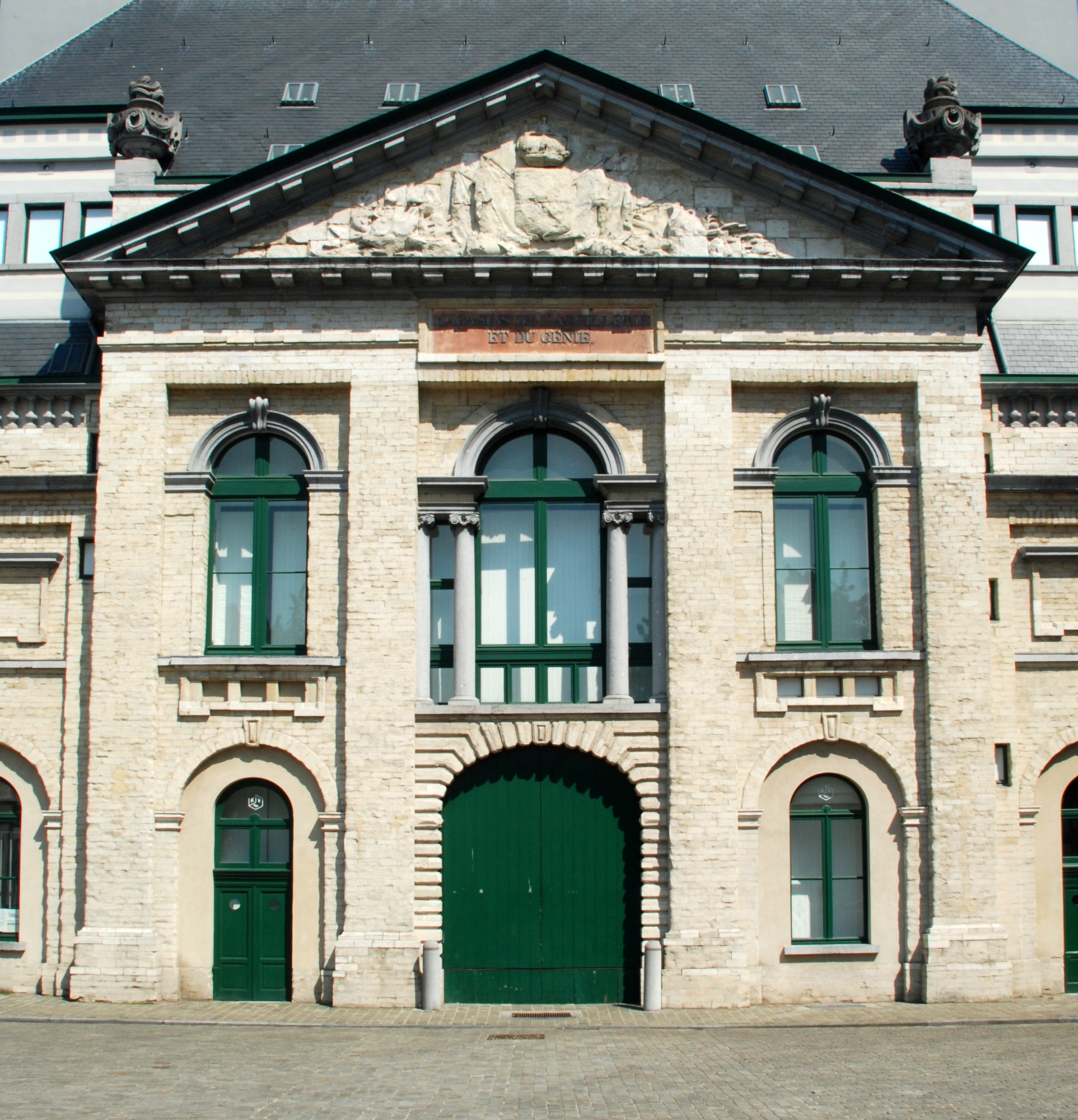
L'avant-corps.

## Historique
Le quai au Foin et le Quai aux Pierres de Taille bordaient jadis le "Bassin au Foin" percé en 1639, au bout duquel se trouvait un marché aux bestiaux.
À l'emplacement de ce marché aux bestiaux, l'architecte Remi Nivoy construit en 1780-1781, à la demande du gouvernement autrichien, le premier entrepôt public de marchandises de la Ville ou "magasin de transit",,.
Le bassin bordé par le quai au Foin et le Quai aux Pierres de Taille prit alors le nom de Bassin de l'Entrepôt,.
Devenu trop petit, l'entrepôt fut désaffecté en 1846-1847, et remplacé par un nouvel entrepôt public construit en 1845-1851 à côté du Grand Bassin, au quai du Commerce.
L'entrepôt fut transformé ultérieurement en arsenal pour abriter les magasins de l'artillerie et du génie, comme le mentionne un cartouche situé sous le fronton.
En 1883, la Ville de Bruxelles accepte que l'ancien Arsenal soit converti en Théâtre royal flamand à la seule condition de préserver la façade d'origine due à Nivoy.
Le bassin de l'Entrepôt, quant à lui, fut comblé en 1910-1911 et planté de rangées d'arbres.

## Classement
L'arsenal fait, avec le KVS auquel il est intégré, l'objet d'un classement au titre des monuments historiques depuis le 9 septembre 1993.

## Accessibilité
| ___ | Ce site est desservi par les stations de métro : Yser, De Brouckère et Sainte-Catherine. |